# Sally Forth
Sally Forth est une héroïne de bande dessinées érotiques créée en juin 1968 par Wallace Wood (scénario et dessin) pour le journal Military News, un tabloïd de 16 pages destiné aux forces armées américaines. Le titre est un jeu de mots, Sally Forth signifiant « se mettre en route pour l'aventure ».

## L'Histoire
Chargée d'entretenir le moral des troupes américaines, Sally Forth est aidée dans cette mission par sa plastique avantageuse et par ses fesses et ses seins rebondis. Elle s'engage dans l'armée, au sein d'une unité de commandos dont le chef est le lieutenant Q. P. Dahl, un bébé chauve très en avance pour son âge. Dahl est lui-même subordonné au général Torpeur, un officier incompétent et lâche, qui n'a jamais d'hésitation à envoyer ses hommes à la mort avec le plus grand cynisme. Les membres du commando sont tous un peu « spéciaux » : il y a « Wild Bill » l'aviateur capable de piloter n'importe quel type d'aéronef, McCain, une brute qui n'aime que la bière et la bagarre, Hairy James, un géant à l'aspect simiesque. Au cours de ses aventures farfelues, qui la conduisent parfois à traverser l'espace, Sally rencontre même un petit martien gaffeur, Snorky, qui s'attache à elle et l'accompagne partout dans ses missions les plus loufoques. Sally ne reste en général que brièvement habillée au début de chaque histoire. Très vite dénudée, sous un prétexte ou un autre, elle continue ensuite ses aventures avec le plus grand naturel et dans le plus simple appareil. Généralement la victime naïve de la lubricité de ses partenaires, Sally ne renonce toutefois jamais à son humour et exprime toujours la plus grande sensualité. 

## Publications
Sally Forth est créée en juin 1968 dans Military News. Elle revient ensuite le 26 juillet 1971, sous forme de strip, dans Overseas Weekly, le journal des soldats américains en Europe, où elle paraîtra jusqu'au 22 avril 1974. 
En France, les histoires de Sally Forth sont publiées d'abord par L'Écho des savanes puis, sous forme d'album, par les Éditions du Fromage (quatre albums entre 1976 et 1981). Elles ont été rééditées récemment par les éditions Hors collection (deux albums en 2000 et 2001).  
Éditions du Fromage
- 1976 : Sally Forth
- 1978 : Sally Forth (2)
- 1981 : Sally Forth, col. L'Écho des Savanes
- 1981 : Triomphe du charme, col. L'Écho des Savanes

Éditions Hors Collection
- 2000 : J'aurais mieux fait de me taire !,  (ISBN 2-258-05388-9)[1]
- 2001 : Je ne suis pas celle que vous croyez !,  (ISBN 2-258-05389-7)